# Mbiribua
Mbiribua (ou Mbiribwa) est un village du Cameroun situé dans la commune d'Ako. Il est rattaché au département du Donga-Mantung, dans la région du Nord-Ouest.

## Géographie
Mbiribua est situé au sud de la commune d’Ako, à côté du village de Zembe-Aburu. Le village est au sud de Berabe et de Mpenchere et à l’est des villages d’Akwenko, Mbande et Jevi. 

## Population
En 1970, le village comptait 342 habitants, principalement des Mbembe.  
Le Bureau central des recensements et des études de population (BCREP) a réalisé un recensement en 2005, le Répertoire actualisé des villages du Cameroun ; le recensement évaluait à 969 le nombre d'habitants ; ce chiffre inclut 484 hommes et 485 femmes.

## Économie
Les villageois pratiquent plusieurs métiers dans les domaines de la pêche, l’exploitation forestière, l’artisanat, l’exploitation minière, l’agriculture, l’élevage bovin, l’apiculture, le commerce et la chasse. Les femmes sont présentes dans certains domaines notamment : l’artisanat, l’agriculture, l’élevage bovin, l’apiculture et le commerce.

## Système éducatif
Le village comprend deux écoles primaires, la GS Mbiribua, et la CS Mbiribua.   

## Accès à l’eau
Le village n'a pas de point d’eau potable.   

## Accès à l’électricité
En 2012, le village n'a pas accès à l’électricité.

## Réseau routier
Mbiribua est relié à Dumbo et Zembe-Aburu par une route étroite, accessible uniquement en moto. La route rejoint ensuite la route régionale traversant la commune du nord au sud et reliant Abuenshie, Ako et Berabe et rejoignant Nkambe au sud.   

## Développement du village
Le plan de développement comprend la construction de nouvelles classes pour l’école primaire G.S Mbiribua ainsi que la construction d’une école d’enseignement secondaire G.T.C Mbiribua.   
La ville sera raccordée en eau et 5 robinets seront installés. Un barrage sera construit afin de fournir au village de l’énergie de source hydroélectrique.  
Le plan de développement prévoit aussi la construction d’une route de 8 km entre Mbiribua et Dumbo, et d’une route entre Mbiribua et Konchep, d’une salle culturelle et d’un hangar pour le marché de Mbiribua.  